# Fusa (Noruega)
Fusa és un antic municipi situat al comtat de Hordaland, Noruega. Té 3.876 habitants (2016) i la seva superfície és de 377,83 km². El centre administratiu del municipi és el poble d'Eikelandsosen.